# Sainte-Ramée
Sainte-Ramée ist eine französische Gemeinde mit 114 Einwohnern (Stand: 1. Januar 2022) im Département Charente-Maritime in der Region Nouvelle-Aquitaine (vor 2016 Poitou-Charentes); sie gehört zum Arrondissement Jonzac und zum Kanton Pons. Die Einwohner werden Ramillons genannt.

## Geographie
Sainte-Ramée liegt etwa 41 Kilometer südlich von Saintes. Umgeben wird Sainte-Ramée von den Nachbargemeinden Saint-Ciers-du-Taillon im Norden und Osten, Saint-Thomas-de-Conac im Süden und Südwesten sowie Saint-Dizant-du-Gua im Westen und Nordwesten.

## Bevölkerungsentwicklung
| Jahr                       | 1962 | 1968 | 1975 | 1982 | 1990 | 1999 | 2006 | 2019 |
| Einwohner                  | 211  | 186  | 181  | 175  | 144  | 126  | 125  | 116  |
| Quellen: Cassini und INSEE |      |      |      |      |      |      |      |      |

## Sehenswürdigkeiten
- Kirche Saint-Rémy aus dem 12. Jahrhundert, seit 1991 Monument historique
- Windmühle von 1803, Monument historique seit 1989
- ehemaliges öffentliches Waschhaus (Lavoir)

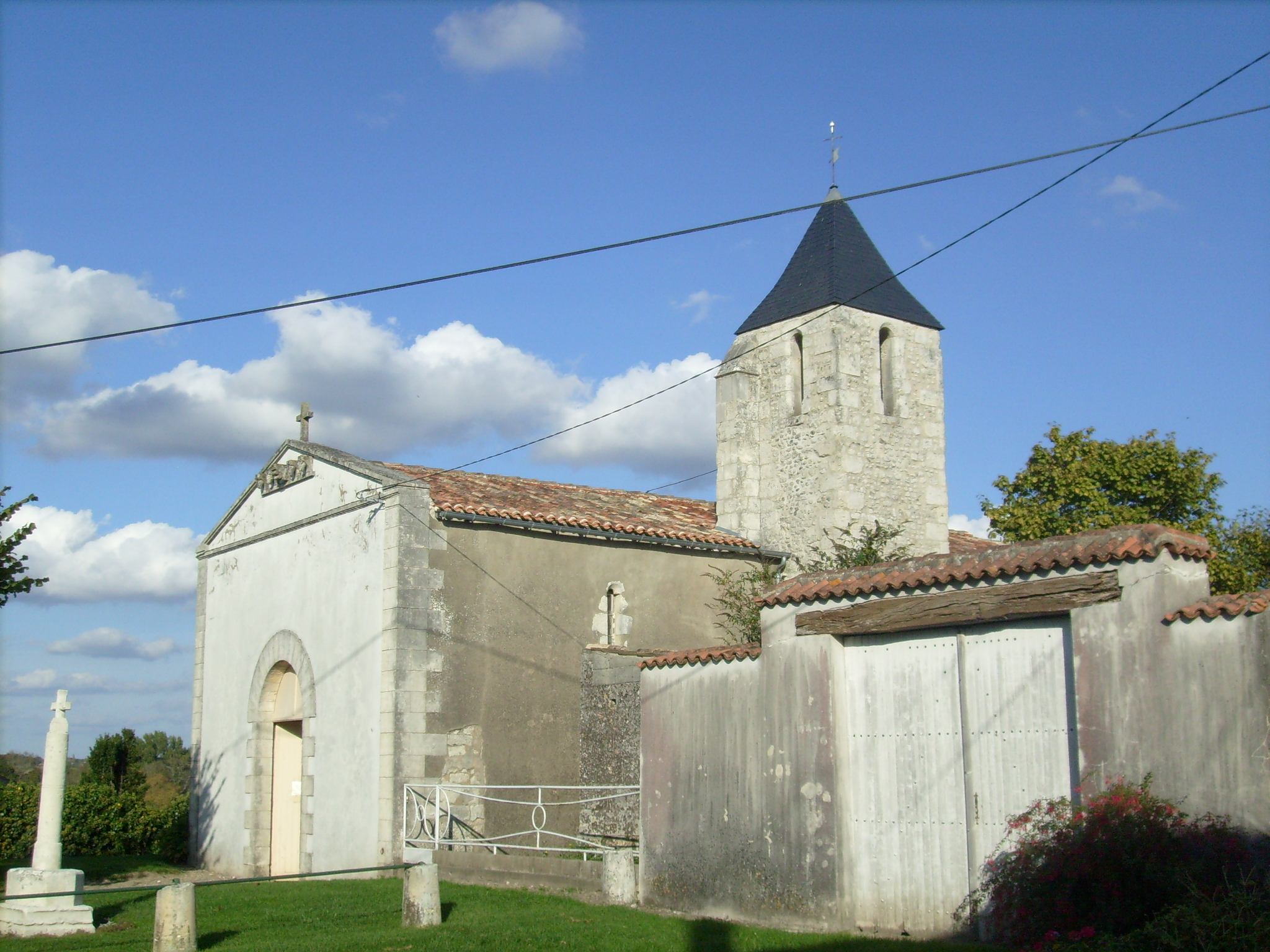
Kirche Saint-Rémy
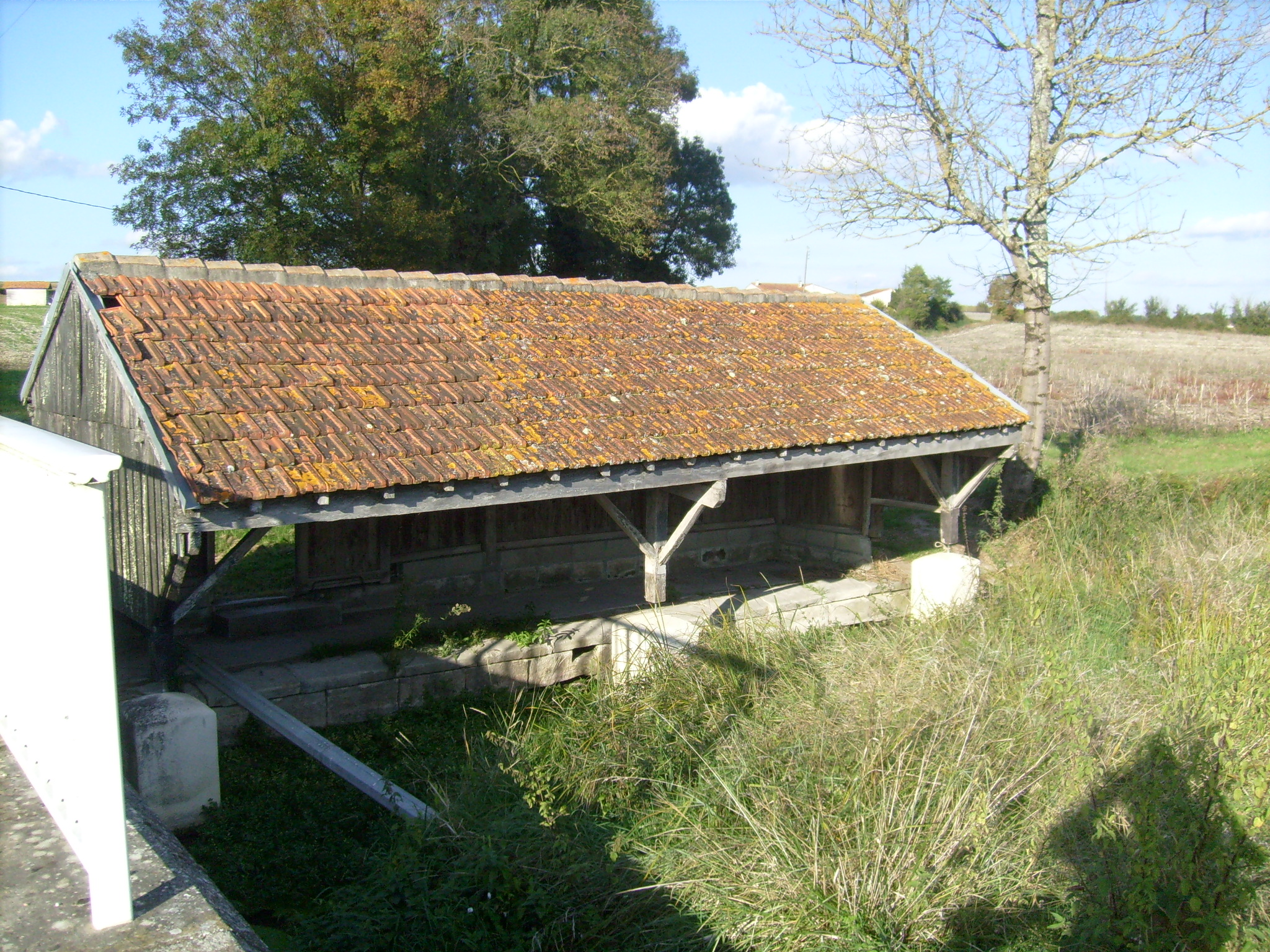
Lavoir